# Cincinnati Masters 2001 - Qualificazioni singolare
Le qualificazioni del singolare  del Cincinnati Masters 2001 sono state un torneo di tennis preliminare per accedere alla fase finale della manifestazione. I vincitori dell'ultimo turno sono entrati di diritto nel tabellone principale. In caso di ritiro di uno o più giocatori aventi diritto a questi sono subentrati i lucky loser, ossia i giocatori che hanno perso nell'ultimo turno ma che avevano una classifica più alta rispetto agli altri partecipanti che avevano comunque perso nel turno finale.
Le qualificazioni del torneoCincinnati Masters  2001 prevedevano 32 partecipanti di cui 8 sono entrati nel tabellone principale.

## Teste di serie
1. Julien Boutter (Qualificato)
2. Ivan Ljubičić (Qualificato)
3. Félix Mantilla (Qualificato)
4. Stefan Koubek (Qualificato)
5. Arnaud Di Pasquale (ultimo turno)
6. Chris Woodruff (Qualificato)
7. Martin Lee (primo turno)
8. Cecil Mamiit (Qualificato)

1. Glenn Weiner (primo turno)
2. Jeff Tarango (primo turno)
3. Vince Spadea (primo turno)
4. David Wheaton (primo turno)
5. Wayne Black (Qualificato)
6. Mardy Fish (primo turno)
7. Justin Gimelstob (ultimo turno)
8. Jeff Morrison (primo turno)

## Qualificati
1. Julien Boutter
2. Ivan Ljubičić
3. Félix Mantilla
4. Stefan Koubek

1. Wayne Black
2. Chris Woodruff
3. Jeff Morrison
4. Cecil Mamiit

## Tabellone

### Legenda
| - Q = Qualificato - WC = Wild card - LL = Lucky loser | - ALT = Alternate - SE = Special Exempt - PR = Protected Ranking | - w/o = Walkover - r = Ritirato - d = Squalificato |

### Sezione 1
|  | Primo turno | Primo turno      | Primo turno | Primo turno | Primo turno |  |  | Ultimo turno | Ultimo turno     | Ultimo turno     | Ultimo turno | Ultimo turno |  |
|  |             |                  |             |             |             |  |  |              |                  |                  |              |              |  |
|  | 1           | Julien Boutter   | 5           | 7           | 6           |  |  |              |                  |                  |              |              |  |
|  |             | Jeff Salzenstein | 7           | 68          | 4           |  |  | 1            | Julien Boutter   | Julien Boutter   | 6            | 7            |  |
|  | 15          | Justin Gimelstob | 6           | 4           | 6           |  |  | 15           | Justin Gimelstob | Justin Gimelstob | 3            | 64           |  |
|  |             | Phillip King     | 2           | 6           | 0           |  |  |              |                  |                  |              |              |  |

### Sezione 2
|  | Primo turno | Primo turno   | Primo turno   | Primo turno | Primo turno |  |  | Ultimo turno | Ultimo turno  | Ultimo turno | Ultimo turno | Ultimo turno |  |
|  |             |               |               |             |             |  |  |              |               |              |              |              |  |
|  | 2           | Ivan Ljubičić | Ivan Ljubičić | 6           | 6           |  |  |              |               |              |              |              |  |
|  |             | Jim Thomas    | Jim Thomas    | 3           | 4           |  |  | 2            | Ivan Ljubičić | 2            | 6            | 7            |  |
|  |             | Mardy Fish    | 6             | 0           | 7           |  |  |              | Mardy Fish    | 6            | 3            | 63           |  |
|  | 14          | Daniel Nestor | 3             | 6           | 62          |  |  |              |               |              |              |              |  |

### Sezione 3
|  | Primo turno | Primo turno    | Primo turno   | Primo turno | Primo turno |  |  | Ultimo turno | Ultimo turno   | Ultimo turno   | Ultimo turno | Ultimo turno |  |
|  |             |                |               |             |             |  |  |              |                |                |              |              |  |
|  | 3           | Félix Mantilla | 6             | 4           | 7           |  |  |              |                |                |              |              |  |
|  |             | Ronald Agénor  | 1             | 6           | 5           |  |  | 3            | Félix Mantilla | Félix Mantilla | 6            | 6            |  |
|  |             | Vince Spadea   | Vince Spadea  | 6           | 6           |  |  |              | Vince Spadea   | Vince Spadea   | 2            | 2            |  |
|  | 11          | Jamie Delgado  | Jamie Delgado | 3           | 4           |  |  |              |                |                |              |              |  |

### Sezione 4
|  | Primo turno | Primo turno      | Primo turno    | Primo turno | Primo turno |  |  | Ultimo turno | Ultimo turno  | Ultimo turno  | Ultimo turno | Ultimo turno |  |
|  |             |                  |                |             |             |  |  |              |               |               |              |              |  |
|  | 4           | Stefan Koubek    | Stefan Koubek  | 6           | 6           |  |  |              |               |               |              |              |  |
|  |             | Paul Goldstein   | Paul Goldstein | 2           | 2           |  |  | 4            | Stefan Koubek | Stefan Koubek | 6            | 6            |  |
|  |             | David Wheaton    | 6              | 5           | 6           |  |  |              | David Wheaton | David Wheaton | 4            | 3            |  |
|  | 12          | Sébastien Lareau | 4              | 7           | 4           |  |  |              |               |               |              |              |  |

### Sezione 5
|  | Primo turno | Primo turno        | Primo turno        | Primo turno | Primo turno |  |  | Ultimo turno | Ultimo turno       | Ultimo turno       | Ultimo turno | Ultimo turno |  |
|  |             |                    |                    |             |             |  |  |              |                    |                    |              |              |  |
|  | 5           | Arnaud Di Pasquale | Arnaud Di Pasquale | 6           | 1           |  |  |              |                    |                    |              |              |  |
|  |             | Robby Ginepri      | Robby Ginepri      | 3           | 0r          |  |  | 5            | Arnaud Di Pasquale | Arnaud Di Pasquale | 4            | 2            |  |
|  | 13          | Wayne Black        | Wayne Black        | 6           | 7           |  |  | 13           | Wayne Black        | Wayne Black        | 6            | 6            |  |
|  |             | Todd Woodbridge    | Todd Woodbridge    | 4           | 63          |  |  |              |                    |                    |              |              |  |

### Sezione 6
|  | Primo turno | Primo turno    | Primo turno    | Primo turno | Primo turno |  |  | Ultimo turno | Ultimo turno   | Ultimo turno   | Ultimo turno | Ultimo turno |  |
|  |             |                |                |             |             |  |  |              |                |                |              |              |  |
|  | 6           | Chris Woodruff | Chris Woodruff | 7           | 6           |  |  |              |                |                |              |              |  |
|  |             | Mike Bryan     | Mike Bryan     | 63          | 1           |  |  | 6            | Chris Woodruff | Chris Woodruff | 7            | 6            |  |
|  |             | Jeff Tarango   | Jeff Tarango   | 6           | 7           |  |  |              | Jeff Tarango   | Jeff Tarango   | 6            | 4            |  |
|  | 10          | Byron Black    | Byron Black    | 4           | 63          |  |  |              |                |                |              |              |  |

### Sezione 7
|  | Primo turno | Primo turno    | Primo turno    | Primo turno | Primo turno |  |  | Ultimo turno   | Ultimo turno   | Ultimo turno   | Ultimo turno | Ultimo turno |  |
|  |             |                |                |             |             |  |  |                |                |                |              |              |  |
|  |             | Magnus Larsson | Magnus Larsson | 6           | 7           |  |  |                |                |                |              |              |  |
|  | 7           | Martin Lee     | Martin Lee     | 1           | 5           |  |  | Magnus Larsson | Magnus Larsson | Magnus Larsson | 3            | 5            |  |
|  |             | Jeff Morrison  | 6              | 3           | 6           |  |  | Jeff Morrison  | Jeff Morrison  | Jeff Morrison  | 6            | 7            |  |
|  | 16          | Bob Bryan      | 4              | 6           | 1           |  |  |                |                |                |              |              |  |

### Sezione 8
|  | Primo turno | Primo turno         | Primo turno  | Primo turno | Primo turno |  |  | Ultimo turno | Ultimo turno | Ultimo turno | Ultimo turno | Ultimo turno |  |
|  |             |                     |              |             |             |  |  |              |              |              |              |              |  |
|  | 8           | Cecil Mamiit        | Cecil Mamiit | 7           | 6           |  |  |              |              |              |              |              |  |
|  |             | Alex O'Brien        | Alex O'Brien | 5           | 1           |  |  | 8            | Cecil Mamiit | 4            | 6            | 6            |  |
|  |             | Glenn Weiner        | 6            | 4           | 6           |  |  |              | Glenn Weiner | 6            | 4            | 4            |  |
|  | 9           | Paradorn Srichaphan | 1            | 6           | 3           |  |  |              |              |              |              |              |  |